# Climate Change Committee
Pour les articles homonymes, voir CCC.
Ne doit pas être confondu avec convention citoyenne pour le climat.

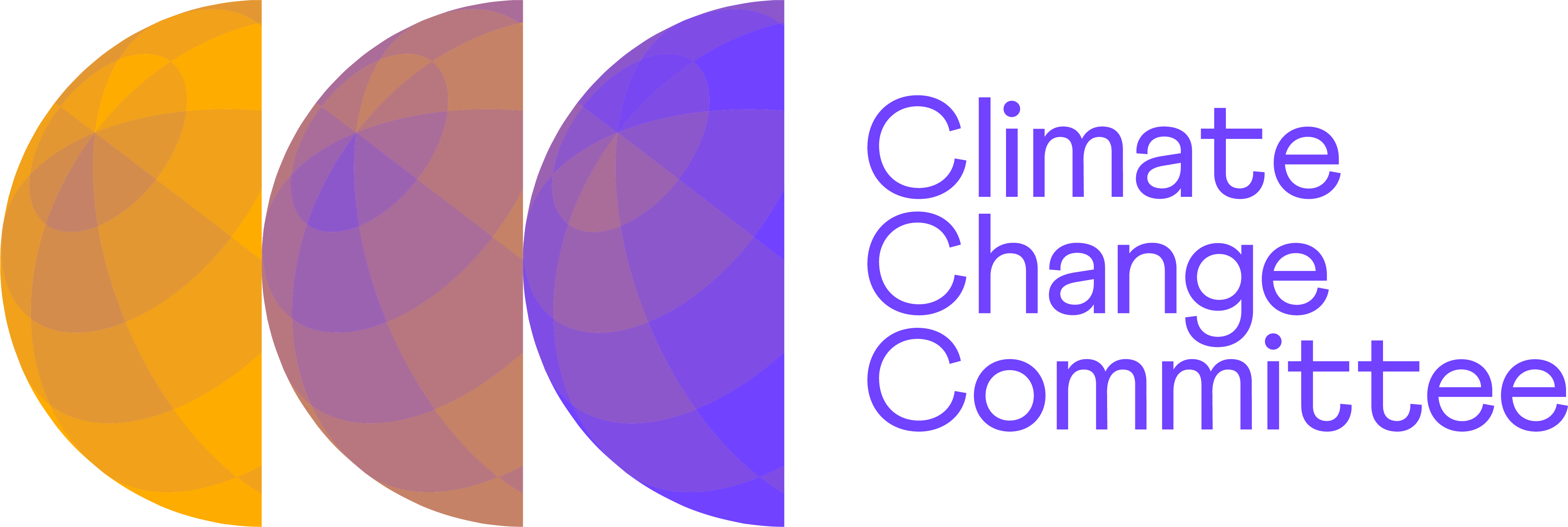

Le Climate Change Committee ou CCC (anciennement Committee on Climate Change) est un organisme public non ministériel britannique créé en 2008 et destiné à éclairer le gouvernement et le parlement britannique sur le changement climatique.